# Babica (województwo małopolskie)
Babica (dawniej Babice) – wieś w Polsce położona w województwie małopolskim, w powiecie wadowickim, w gminie Wadowice, na Pogórzu Wielickim na trasie Wadowice – Stanisław Górny, nad potokiem Babicą, dopływem potoku Wysoka.
W latach 1975–1998 miejscowość administracyjnie należała do województwa bielskiego.

## Nazwa
Miejscowość ma metrykę średniowieczną i istnieje co najmniej od XIV wieku. Wymieniona po raz pierwszy w 1380 w dokumencie zapisanym w języku łacińskim jako Babice, Babicze, Babycza, Babiczą, Babicza .
Nazwę miejscowości w zlatynizowanej staropolskiej formie Babycza villa wymienia w latach 1470–1480 Jan Długosz w księdze Liber beneficiorum dioecesis Cracoviensis.

## Części wsi
| SIMC    | Nazwa     | Rodzaj    |
| ------- | --------- | --------- |
| 0073766 | Filipówka | część wsi |
| 0073772 | Kosowizna | część wsi |
| 0073789 | Leszczyna | część wsi |
| 0073795 | Mała Góra | część wsi |
| 0073803 | Mrowica   | część wsi |
| 0073810 | Pagór     | część wsi |
| 0073826 | Podlesie  | część wsi |
| 0073832 | Wieńce    | część wsi |
| 0073849 | Wieś      | część wsi |
| 0073855 | Zalesie   | część wsi |

## Historia
W XII wieku tereny Babicy należały do sąsiedniego Rokowa i były własnością rycerza Jaksy Gryfity. W latach 1315–1772 miejscowość leżała w granicach Księstwa oświęcimskiego. W 1448 była własnością szlachecką i należała do starosty oświęcimskiego Prokopa z Babicy .
W XV wieku jako odrębna wieś należała do Jana i Stanisława z Rudy herbu Karpie, w XVI wieku własność Jana Strzały, w XVII wieku Bełchackich herbu Topór i Kossów. W XVIII wieku dziedziczką była wnuczka Kossów, Anna Brzozowska. W pierwszej połowie XIX wieku Babica należała do Sławińskich h. Leliwa, właścicieli Rokowa i części Witanowic.

## Zabytki
- kaplica murowana z 1828 r. z zabytkowym obrazem Matki Boskiej Częstochowskiej.

## Ciekawostka
- W Babicy urodził się polski partyzant walczący w Jugosławii ppor. Tadeusz Sadowski (pseudonim Tomo).